# Banco de Comercio

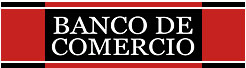
Logo antiguo del banco.

Banco de Comercio o Bancom (Banco de Comercio, S.A.) es un banco peruano de mediana escala, fundado en 1967 y constituido en agosto del 2004. Cuenta con trece sucursales en Lima y tres en provincias, también cuenta con agencias especiales situadas dentro de otras instituciones.

## Historia
El banco se originó inicialmente en Lima, en 1967, bajo el nombre de Banco Peruano de la Construcción (BANPECO), posteriormente, fue constituido el 27 de agosto de 2004, dentro del marco del proceso de reorganización societaria del antiguo Banco de Comercio, histórico banco limeño privatizado en 1992, acusada por incluir clientes de la red de corrupción de los años 1990. Su organización y funcionamiento fueron autorizados por la Superintendencia de Banca y Seguros en agosto de 2004. Tiene su domicilio legal en Lima. 
En noviembre de 2004, el banco aumentó su capital social a 51 894 500 soles, mediante la conversión en acciones de obligaciones constituidas por 500 bonos subordinados. que luego fue aprobado por la Superintendencia de Banca y Seguros en diciembre del 2004 y enero del 2005, después se elevó a escritura pública en febrero de 2005. Desde esa década, el principal accionista del Banco de Comercio es la Caja de Pensiones Militar Policial (CPMP), cuyos clientes destacados son la Policía Nacional del Perú y las Fuerzas Armadas.
El 17 de abril de 2023 es operada bajo la marca Bancom.